# La Parròquia de Bigues
La Parròquia de Bigues és el nucli primigeni del poble de Bigues, al terme municipal de Bigues i Riells, del Vallès Oriental.
Està situat al centre del terme municipal, a l'entorn del Turó, i estava format per l'església parroquial de Sant Pere i el casal parroquial, que incloïa un teatre encara existent, però tancat des de fa molts anys, la masia de Ca l'Atzet, el petit nucli del Veïnat, al nord de l'església parroquial, i un petit nucli de masies disperses entre les quals es troben Can Benet, Can Frare, Can Jeroni, Can Met, Can Puig i les Granges de Can Puig. També hi havia la primera escola de primària del terme, més tard anomenada El Turó. Aquesta escola fou traslladada al Rieral de Bigues, i el seu petit edifici tingué diferents dedicacions, entre les quals l'institut d'ensenyament secundari durant els seus cinc primers anys d'existència. Aquest institut, denominat IES Maria de Bell-lloc des del 2008 fou traslladat aquell any a la urbanització de Can Traver. Actualment hi ha dependències municipals i del Departament d'Ensenyament de la Generalitat de Catalunya.
Actualment la Parròquia de Bigues inclou la urbanització del Turó.
L'accés a la Parròquia de Bigues és per la curta carretera BV-1484, que duu el nom d'Avinguda de Catalunya, que relliga aquest veïnat i la urbanització del Turó amb el Rieral de Bigues en quasi un quilòmetre i mig de recorregut.